# Abedules
Abedules (en asturiano y oficialmente Bedules) es un barrio de la parroquia de Argüero, en el concejo asturiano de Villaviciosa, en España.
El barrio está situado en la rasa marina, al oeste de la iglesia parroquial de Argüero. 
Su población está incluida en la de Argüero, no apareciendo como entidad singular de población en el nomenclátor. 